# Supercopa d'Europa de futbol 2013
La Supercopa d'Europa de la UEFA de 2013 fou la 38a edició de la Supercopa d'Europa de futbol, un partit de futbol organitzat anualment per la UEFA i disputat pels campions regnants de les dues principals competicionss europees, la UEFA Champions League i la UEFA Europa League. El partit enfrontà el Bayern de Múnic, que havia guanyat la Lliga de Campions de la UEFA 2012-13, i el Chelsea FC, que havia guanyat la UEFA Europa League 2012–13. Es va jugar a l'Eden Arena a Praga, República Txeca, el 30 d'agost de 2013, un fet remarcable perquè fou el primer cop que el partit no es disputava a l'Stade Louis II de Monaco des que el format de la competició és a un partit, és a dir, des de 1998.
El Bayern de Múnic esdevingué el primer equip alemany en guanyar la Supercopa d'Europa, en guanyar el Chelsea a la tanda de penals, després del temps afegit.

## Seu
L'Eden Arena va inaugurar-se el maig de 2008 al mateix lloc de l'anterior Stadion Eden. És l'estadi on disputa els partits com a local l'SK Slavia Praga, que disputa la Gambrinus Liga.

## Equips
| Equip           | Classificació                                        | Participacions prèvies (la negreta indica victòria) |
| --------------- | ---------------------------------------------------- | --------------------------------------------------- |
| Bayern de Múnic | Guanyador de la Lliga de Campions de la UEFA 2012-13 | 1975, 1976, 2001                                    |
| Chelsea FC      | Guanyador de la UEFA Europa League 2012–13           | 1998, 2012                                          |

## Rerefons
El partit fou disputat per primer cop entre dos equips que havien guanyat consecutivament la Lliga de Campions (el Chelsea va guanyar la Lliga de Campions de la UEFA 2011-12, curiosament vencent el mateix Bayern de Múnic a la final).
Fou també el primer cop des de 2004 en què ambdós finalistes competien sense els entrenadors amb qui havien guanyat els seus respectius títols UEFA la temporada anterior, ja que tant Jupp Heynckes com Rafael Benítez deixaren els seus clubs després d'acabar la temporada. Els nous entrenadors, Pep Guardiola i José Mourinho, renovaven així la seva antiga rivalitat que ja havien tingut com a entrenadors del FC Barcelona i el Reial Madrid respectivament.
Guardiola havia guanyat el trofeu dos cops anteriorment, amb el Barça, els anys 2009 i 2011. Mourinho havia disputat el trofeu un sol cop el 2003 quan el seu Porto el va disputar com a campió de la Copa de la UEFA, i fou derrotat pel Milan. Des de llavors, Mourinho havia guanyat dos cops la Champions League però els dos cops va abandonar el seu club immediatament a continuació i, per tant, no el va liderar en la Supercopa.

## Entrades
La fase de venda internacional d'entrades pel públic general va anar del 14 de juny al 5 de juliol de 2013. Les entrades estaven disponibles en tres categories de preu: 130 €, 90 €, i 50 €. La UEFA també va llançar una subhasta caritativa d'entrades, i tot el recaptat va anar al Centre per a l'Accés al Futbol a Europa. Els dos clubs van tenir assignades entrades les quals podien sol·licitar els seus aficionats.

## El partit
| Bayern de Múnic                         | 2–2 (pr.) | Chelsea FC                             |
| --------------------------------------- | --------- | -------------------------------------- |
| Ribéry 47' · Martínez 120+1'            | Acta      | Torres 8' · Hazard 93'                 |
| Tanda de penals                         |           |                                        |
| Alaba · Kroos · Lahm · Ribéry · Shaqiri | 5–4       | Luiz · Oscar · Lampard · Cole · Lukaku |

| Bayern de Múnic | Chelsea |

| GK            | 1  | Manuel Neuer      |     |     |
| RB            | 13 | Rafinha           |     | 56' |
| CB            | 17 | Jérôme Boateng    | 84' |     |
| CB            | 4  | Dante             |     |     |
| LB            | 27 | David Alaba       |     |     |
| DM            | 21 | Philipp Lahm (c)  |     |     |
| RM            | 10 | Arjen Robben      |     | 96' |
| CM            | 25 | Thomas Müller     |     | 71' |
| CM            | 39 | Toni Kroos        |     |     |
| LM            | 7  | Franck Ribéry     | 23' |     |
| CF            | 9  | Mario Mandžukić   |     |     |
| Suplents:     |    |                   |     |     |
| GK            | 22 | Tom Starke        |     |     |
| DF            | 5  | Daniel Van Buyten |     |     |
| DF            | 26 | Diego Contento    |     |     |
| MF            | 8  | Javi Martínez     |     | 56' |
| MF            | 19 | Mario Götze       |     | 71' |
| MF            | 11 | Xherdan Shaqiri   |     | 96' |
| FW            | 14 | Claudio Pizarro   |     |     |
| Entrenador:   |    |                   |     |     |
| Pep Guardiola |    |                   |     |     |

| GK            | 1  | Petr Čech          |          |      |
| RB            | 2  | Branislav Ivanović | 120'     |      |
| CB            | 24 | Gary Cahill        | 41'      |      |
| CB            | 4  | David Luiz         | 66'      |      |
| LB            | 3  | Ashley Cole        | 118'     |      |
| CM            | 7  | Ramires            | 64', 85' |      |
| CM            | 8  | Frank Lampard (c)  |          |      |
| RW            | 14 | André Schürrle     |          | 87'  |
| AM            | 11 | Oscar              |          |      |
| LW            | 17 | Eden Hazard        |          | 113' |
| CF            | 9  | Fernando Torres    | 90'      | 98'  |
| Suplents:     |    |                    |          |      |
| GK            | 23 | Mark Schwarzer     |          |      |
| DF            | 26 | John Terry         |          | 113' |
| DF            | 28 | César Azpilicueta  |          |      |
| MF            | 5  | Michael Essien     |          |      |
| MF            | 12 | John Obi Mikel     |          | 87'  |
| MF            | 10 | Juan Mata          |          |      |
| FW            | 18 | Romelu Lukaku      | 99'      | 98'  |
| Entrenador:   |    |                    |          |      |
| José Mourinho |    |                    |          |      |

| Millor jugador del partit: Franck Ribéry (Bayern de Múnic) Àrbitres assistents: Mathias Klasenius (Suècia) Daniel Wärnmark (Suècia) Quart àrbitre: Stefan Wittberg (Suècia) Àrbitres addicionals: Stefan Johannesson (Suècia) Markus Strömbergsson (Suècia) | Regles del partit - 90 minuts. - 30 minuts de temps afegit en cas necessari. - Tanda de penals en cas d'empat després del temps afegit. - Set suplents disponibles. - Tres canvis permesos com a màxim. |

| Supercopa d'Europa 2013         |
| ------------------------------- |
| Alemanya                        |
| FC Bayern de Múnic Primer títol |

### Estadístiques
|                       | Bayern de Múnic | Chelsea |
| --------------------- | --------------- | ------- |
| Gols marcats          | 0               | 1       |
| Xuts totals           | 8               | 4       |
| Xuts entre els 3 pals | 4               | 1       |
| Recuperacions         | 0               | 4       |
| Possessió             | 62%             | 38%     |
| Llanç. de corner      | 2               | 2       |
| Faltes comeses        | 6               | 10      |
| Fores de joc          | 1               | 1       |
| Targetes grogues      | 1               | 1       |
| Targetes vermelles    | 0               | 0       |

|                       | Bayern de Múnic | Chelsea |
| --------------------- | --------------- | ------- |
| Gols marcats          | 1               | 0       |
| Xuts totals           | 12              | 9       |
| Xuts entre els 3 pals | 6               | 7       |
| Recuperacions         | 7               | 5       |
| Possessió             | 64%             | 36%     |
| Llanç. de corner      | 4               | 3       |
| Faltes comeses        | 10              | 10      |
| Fores de joc          | 0               | 2       |
| Targetes grogues      | 1               | 4       |
| Targetes vermelles    | 0               | 1       |

|                       | Bayern de Múnic | Chelsea |
| --------------------- | --------------- | ------- |
| Gols marcats          | 1               | 1       |
| Xuts totals           | 17              | 1       |
| Xuts entre els 3 pals | 9               | 1       |
| Recuperacions         | 0               | 8       |
| Possessió             | 69%             | 31%     |
| Llanç. de corner      | 9               | 0       |
| Faltes comeses        | 2               | 3       |
| Fores de joc          | 0               | 1       |
| Targetes grogues      | 0               | 3       |
| Targetes vermelles    | 0               | 0       |

|                       | Bayern de Múnic | Chelsea |
| --------------------- | --------------- | ------- |
| Gols marcats          | 2               | 2       |
| Xuts totals           | 37              | 14      |
| Xuts entre els 3 pals | 19              | 9       |
| Recuperacions         | 7               | 17      |
| Possessió             | 64%             | 36%     |
| LLanç. de corner      | 15              | 5       |
| Faltes comeses        | 18              | 23      |
| Fores de joc          | 1               | 4       |
| Targetes grogues      | 2               | 8       |
| Targetes vermelles    | 0               | 1       |